# محمد بقشان
محمد أحمد علي بقشان (مواليد 10 مارس 1994 في اليمن) هو لاعب كرة قدم يمني يلعب كمدافع. مثّل منتخب اليمن لكرة القدم.
بدأ محمد بقشان مسيرته الرياضية عام 2011 , لعب سابقاً مع نادي التلال و وقع مع نادي الشمال مطلع عام 2018 بعد قرار الإتحاد القطري لكرة القدم باعتبار اللاعب اليمني كلاعب مقيم في الدوري القطري و انتقل إلى نادي الخور في صيف 2018 .

## الأهداف الدولية
| #  | التاريخ      | المكان                       | الخصم   | النتيجة | الحصيلة | المنافسة                          |
| -- | ------------ | ---------------------------- | ------- | ------- | ------- | --------------------------------- |
| 1. | 13 مارس 2015 | ملعب حمد الكبير، الدوحة، قطر | باكستان | 3–1     | فاز     | تصفيات كأس العالم لكرة القدم 2018 |

## الإنجازات
مع نادي التلال
- كأس السوبر اليمني الوصيف: 2011

## روابط خارجية
- محمد بقشان على موقع قاعدة بيانات كرة القدم.إي يو (الإنجليزية)
- محمد بقشان على موقع ناشيونال فوتبول تيمز (الإنجليزية)
- محمد بقشان على موقع Soccerway.com (الإنجليزية)